# Liste der Monuments historiques in Ully-Saint-Georges
Die Liste der Monuments historiques in Ully-Saint-Georges führt die Monuments historiques in der französischen Gemeinde Ully-Saint-Georges auf.

## Liste der Bauwerke
| Bezeichnung            | Beschreibung                  | Standort | Kennzeichnung | Schutzstatus | Datum | Bild           |
| ---------------------- | ----------------------------- | -------- | ------------- | ------------ | ----- | -------------- |
| Kirche St-Georges      | Erbaut im 11./12. Jahrhundert | (Lage)   | PA00114933    | Classé       | 1951  | weitere Bilder |
| Ehemalige Zehntscheune | Erbaut im 15. Jahrhundert     | (Lage)   | PA00114934    | Inscrit      | 1912  | weitere Bilder |

## Liste der Objekte

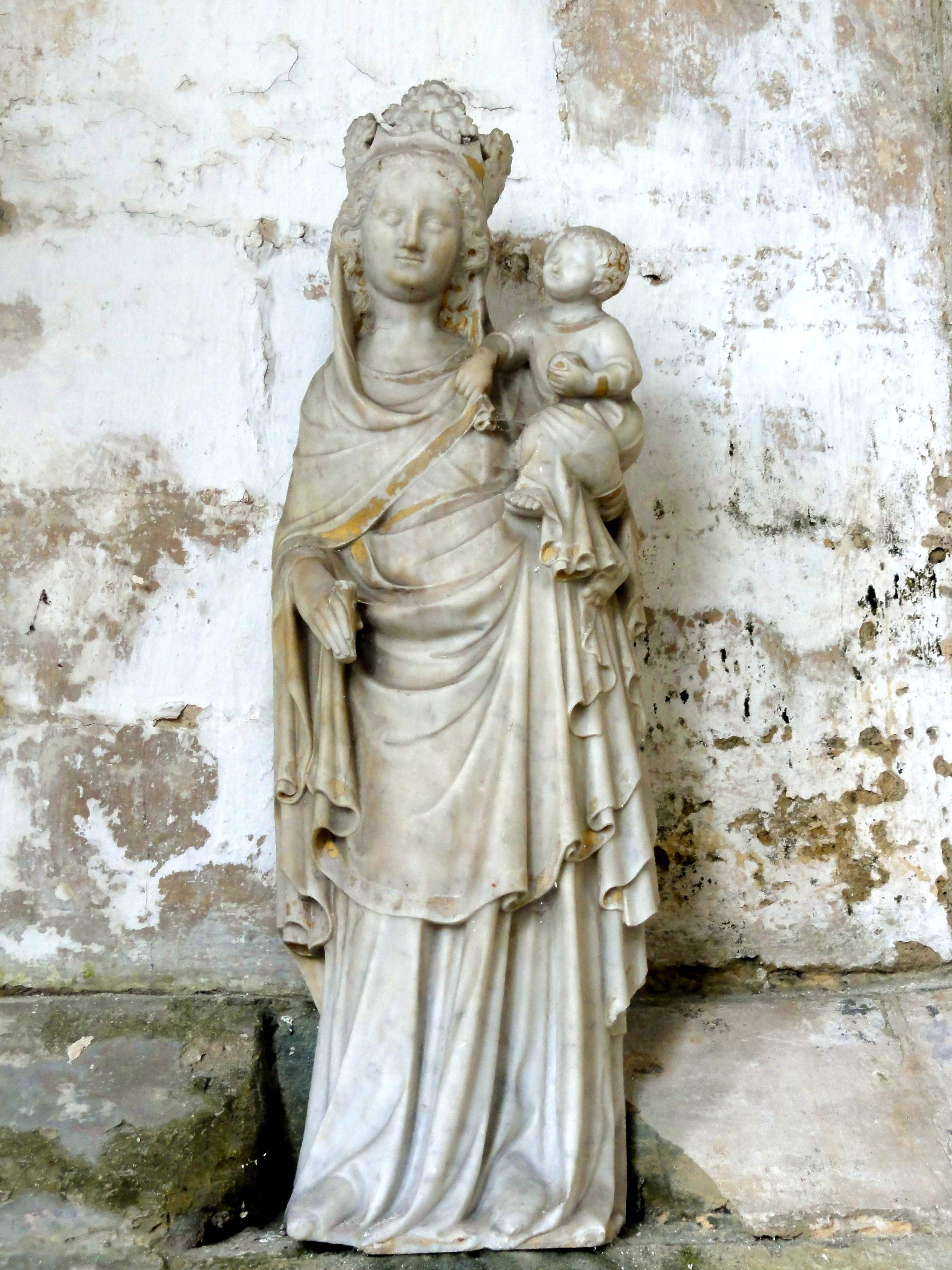
Skulptur Madonna mit Kind in der Kirche St-Georges (14. Jahrhundert)

- Monuments historiques (Objekte) in Ully-Saint-Georges in der Base Palissy des französischen Kultusministeriums